# الأسد (كوكبة)

كوكبة الأسد.

كوكبة الأسد (باللاتينية: Leo) هي كوكبة في دائرة البروج، وتدخل الشمس كوكبة الأسد في 10 آب (أغسطس) وتخرج منه في 16 أيلول (سبتمبر)، ويسمى العرب النجم الذي على وجهها من الخارج عن صورة كوكبة السرطان الطرف ويسمون الذي على المنخر والرأس بالأشفار والنجوم التي في الرقبة والقلب «الجبهة» وهو المنزل العاشر من منازل القمر ويسمون الذي على البطن وعلى الحرقفة «الزُّبَرة» والذي على مؤخر الأسد ذنب الأسد أو قنب الأسد وهو المنزل الحادي عشر من منازل القمر، ويسمونه الصرفة لانصراف البرد عند غروبه وانصراف الحر عند شروقه من تحت شعاع الشمس بالغدوات وهي المنزلة الحادية عشرة من منازل القمر. وفي الأسطورة ان الأسد كان يخيف سكان غابة «نيميا» وقام «هرقل» بقتله فنقله «زيوس» في السماء إكراما لهرقل.

## الأجرام السماوية في كوكبة الأسد

### النجوم
ألمع نجوم كوكبة الأسد هو نجم «قلب الأسد» أو المليك، وهو يبعد عنا 77,5 سنة ضوئية ويبلغ قدره الظاهري 1,35 وهو واحد من ألمع النجوم في السماء، ويقع نجم المليك في أقصى يمين المجموعة وهو أول نجم من الأسفل. أما ثاني ألمع نجوم كوكبة الأسد فهو ذيل الأسد وهو يقع في أقصى يسار الكوكبة ويبلغ بعده عنا 36 سنة ضوئية أما قدره فهو 2,14 وهو نجم متغير، وعلى يمين ذيل الأسد يوجد نجمان يشكل معهما مثلثا فالأول على يمينه هو «الخرت» (وهو الاسم الذي عرف به العرب القدماء أحد الأضلاع في الجسم) ويقع فوقه ظهر الأسد، يبعد عنا 251 سنة ضوئية ويبلغ قدره 3 تقريباً.

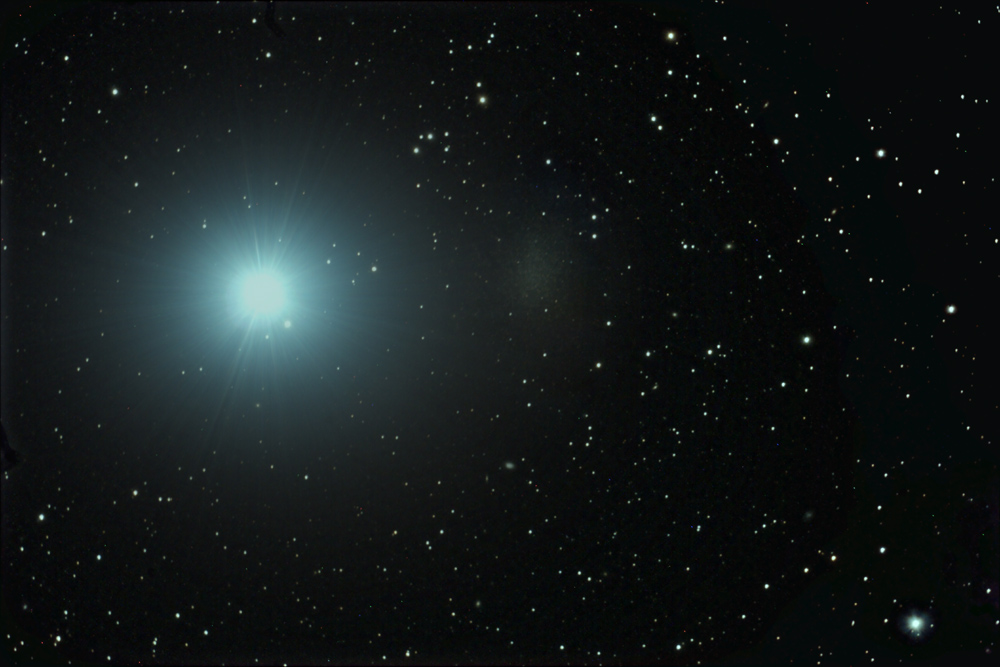
نجم المليك

### المجرات
تحتوي كوكبة الأسد على عدد من المجرات أهمها أربعة كلها حلزونية وهي: م65 اكتشفها شارل مسييه في عام 1780 م وصنفها ضمن فهرسه، وهي جزء من «ثلاثية الأسد» (وهي مجموعة مجرات صغيرة) وتبعد عن كوكبة الأسد 22 مليون سنة ضوئية، يبلغ قدرها الظاهر 10,25، أما المجرة الثانية فهي م66 وهي أيضاً من ثلاثية الأسد، تبعد عن كوكبة الأسد 36 مليون سنة ضوئية، ويبلغ قدرها 8,9.
والثالثة هي م95 اكتشفت عام 1781 م وتبعد عن كوكبة الأسد 33 مليون سنة ضوئية، ويبلغ قدرها الظاهري 11,4 وهي جزء من «مجموعة مجرات م96». أما آخر مجرة فهي م96 وهي أيضاً من «مجموعة مجرات م96» وتبعد عن كوكبة الأسد 31 مليون سنة ضوئية، ويبلغ قدرها الظاهري 10 تقريباً.

## وصلات خارجية
1. المنتدى الفلكي العربي[وصلة مكسورة].
2.ظهر الأسد، Prof. Jim Kaler, University of Illinois.